# 方石嶺戰鬥
方石嶺戰鬥發生於1931年9月15日，地點則是在中國江西興國，是第一次国共内战中央苏区第三次反围剿战争主要戰鬥之一。交戰一方為中國國民黨領導之中華民國國民革命軍，另一方則為中國共產黨所領導之中國工農紅軍。戰鬥末了，兩方均有傷亡，國軍遭到嚴重挫敗，第三次圍剿宣告失敗。
战斗结束后，红军总司令部驻在白石万寿宫里，指挥部队乘胜追击。但在第二天下午，红三军军长黄公略率军追到贺堂山的北坡，距万寿宫十余华里的六渡坳时，被国军的飞机扫射击中而阵亡。
- 白石万寿宫
- 白石万寿宫前的石碑，刻有【第三次反“围剿”一九三一年方石岭战斗旧址】的字样